# بخش نورث بلومفیلد (شهرستان مورو، اوهایو)
بخش نورث بلومفیلد (به انگلیسی: North Bloomfield Township) یک منطقهٔ مسکونی در ایالات متحده آمریکا است که در شهرستان مورو، اوهایو واقع شده‌است.
 بخش نورث بلومفیلد ۷۶٫۹ کیلومتر مربع مساحت و ۱٬۸۶۳ نفر جمعیت دارد و ۴۱۴ متر بالاتر از سطح دریا واقع شده‌است.